# Яцишин Дмитро Орестович
Дмитро́ Оре́стович Яци́шин (1990—2024) — старший солдат Збройних сил України. Учасник російсько-української війни.

## З життєпису
Народився 09.11. 1990 року в селі Гірське (Львівська область). З 2009 року очолив ВГО «Молодий Народний Рух».
У перший день повномасштабного вторгнення рф в Україну Дмитро пішов служити добровольцем. Служив бойовим медиком зенітної ракетної батареї 223-го зенітного ракетного полку імені Січових Стрільців. Врятував багато життів.
Загинув 15 серпня 2024 році внаслідок авіаудару російських військ по місту Суми.
Похований 19 серпня 2024 року в селі Гірське Стрийського району Львівської області.

## Нагороди
- Орден «За мужність» III ступеня (посмертно)[1]